# Alexăndrești
Alexăndrești è un comune della Moldavia situato nel distretto di Rîșcani di 1.132 abitanti al censimento del 2004

## Località
Il comune è formato dall'insieme delle seguenti località (popolazione 2004):
- Alexăndrești (272 abitanti)
- Cucuieții Noi (258 abitanti)
- Cucuieții Vechi (457 abitanti)
- Ivănești (145 abitanti)